# Rishirifuji
Rishirifuji (利尻富士町, Rishirifuji-chō) est un bourg du district de Rishiri, situé dans la sous-préfecture de Sōya, sur l'île de Hokkaidō, au Japon.

## Géographie

### Situation
Le bourg de Rishirifuji est situé sur la partie orientale de l'île Rishiri, dans le nord-ouest de la sous-préfecture de Sōya, au Japon.

### Démographie
Au 31 mars 2015, la population de Rishirifuji s'élevait à 2 719 habitants répartis sur une superficie de 105,61 km2.